# Sứ mạng vì Olwen
Sứ mạng vì Olwen (tiếng Nga: В поисках Олуэн, tiếng Wales: Culhwch ac Olwen) là một phim hoạt họa đồng thoại do Valery Ugarov đạo diễn, xuất phẩm năm 1990 tại Moskva và Cardiff.

## Nội dung
Truyện phim phỏng theo một phần huyền thoại Mabinogi.
Culhwch con vua Cilydd cháu vua Celyddon được vương hậu Goleuddydd hạ sinh sau một cơn đau lạ lùng. Cho đến khi vua Cilydd tái hôn, Culhwch bị bà mẹ kế ganh ghét mà gieo một lời nguyền, rằng suốt đời chàng phải đi tìm một thiếu nữ tên Olwen mà chính chàng chưa hề biết mặt.
Culhwch không biết làm sao, bèn lặn lội tới triều đình Camelot nhờ biểu huynh Arthur giúp. Để tỏ lòng hiếu khách, Vua Arthur bèn phái các kị sĩ Bàn Tròn gồm Cai, Bedwyr, Gwalchmai, Gwrhyr, Menw và Cynddylig hộ tống Culhwch.
Đoàn kị sĩ cứ rong ruổi hết ngày này qua tháng khác, cho tới khi chạm lĩnh địa của người khổng lồ Ysbaddaden. Ysbaddaden chính là cha nàng Olwen.
Hiềm nỗi, Ysbaddaden bị ám ảnh bởi sấm ngôn rằng, ngày cử hành hôn lễ con gái rượu cũng là lúc y phải nhận cái chết. Tuy nhiên Olwen cũng không thể ở giá, do vậy, Ysbaddaden phải kéo dài sự sống bằng cách ra những câu đố hòng trói chân Culhwch.
Đoàn kị sĩ lại lên đường thực hiện thử thách, lại kết nạp thêm Gwyn. Họ phải tìm được thợ săn Mabon để đả bại vua Gwyddno và con lợn lòi hung dữ Ysgithyrwyn.
Rốt cuộc, sứ mạng hoàn thành, Ysbaddaden cũng chết như đúng lời sấm. Vua Arthur đứng ra làm chủ hôn, Culhwch và Olwen về xứ đăng cơ trị vì muôn dân.

## Kĩ thuật
Phim được thực hiện đồng thời tại Moskva và một số địa điểm ở Wales năm 1990.

### Sản xuất
- Thiết kế: Igor Oleynikov, Lev Yevzovich, Margaret Jones

### Diễn xuất
- Vsevolod Larionov
- Yefim Katsirov
- Nina Zotkina
- Lev Shabarin

## Hậu trường
Bộ phim là thử nghiệm hợp tác đầu tiên giữa hãng Soyuzmultfilm với đối tác Cymru nhằm tận dụng kỹ thuật hoạt họa Liên Xô (sau thay bằng Nga) nhằm chuyển thể những tác phẩm văn chương và nhạc kịch kinh điển Wales cũng như Âu châu.
- Giải phim truyền hình hay nhất, Liên hoan Phim hoạt họa Quốc tế Annecy 1990[2].